# La Fenice
La Fenice punim imenom Gran Teatro La Fenice (nazvan je po legendarnoj mitološkoj ptici Feniks) je venecijanska operna kuća u sestieru San Marco u Italiji. La Fenice je jedan od najpoznatijih teatara u Europi, mjesto gdje su održane brojne praizvedbe poznatih opera, i zgrada koja je dva puta gorila. 

## Povijest

### Prvi La Fenice
Kad je 1774., izgorila zgrada dotadašnje opere San Benedetto, koja je dotad bila glavna operna kuća grada na laguni, izbio je spor između vlasnika zgrade - porodice Venier i društva koje je upravljalo operom - netom prije obnove zgrade. Kad je sud riješio spor u korist porodice Venier, društvo je odlučilo da izgradi potpuno novi objekt na Campo San Fantin u duhu klasicizma.
Gradnja nove zgrade započela u lipnja 1790. i trajala je do svibnja 1792., nova zgrada nazvana je simbolički La Fenice, zato da se naglasi opstanak društva, koje opstalo usprkos požara i gubitka gubitka četvrtine svog vlasništva. La Fenice je svečano otvoren 16. svibnja 1792. operom Giovannija Paisiella Igre iz Agrigenta po libretu Alessandra Pepolija.
Već početkom 19. stoljeća, La Fenice je imao veliku europsku reputaciju, u njemu je Rossini postavio svoje dvije velike opere, kao i Bellini. Donizetti se nakon trijumfa u Milanu i Napulju, vratio u La Fenice 1836., nakon odsutnosti od sedamnaest godina.

### Drugi La Fenice
La Fenice izgorio je u studenom 1836., ali je brzo obnovljen po projektu braće Tommasa i Giovannija Battiste Meduna. Ponovno je otvorio vrata publici 26. prosinca 1837. izvedbom opere Rosamunda u Ravenni Giuseppe Lilla.
Suradnja između Giuseppe Verdija i teatra La Fenice počela je 1844., izvedbom njegove opere Ernani, tokom sljedećih trinaest godina, Verdi je u tom teatru imao praizvedbe svojih opera Atila, Rigoletto, Travijata i Simone Bokanegra.
Za vrijeme Prvog svjetskog rata - La Fenice nije radio, ali je odmah nakon rata ponovno postao pozornica koja je poput magneta privlačila mnoge velike svjetske pjevače i dirigente. Venecijanski bijenale je 1930. pokrenuo Prvi međunarodni festival suvremene muzike, nakon tog su kompozitori poput Stravinskog i Brittena pisati svoja djela specijalno za La Fenice.
La Fenice po drugi put je izgorio do temelja 29. siječnja 1996., za požar su okrivljeni 
električari Enrico Carella i njegov bratić Massimiliano Marchetti. Njih je venecijanski sud osudio u ožujku 2001., zbog izazivanja požara.

### Današnji La Fenice
Nakon brojnih odgoda, rekonstrukcija zgrade počela je 2001. U 650 dana, tim od dvije stotine 
štukatera, drvodjelja i ostalih zanatlija uspio je vratiti stari ambijent kazališta po cijeni od oko 90 milijuna €.
Rekonstrukcija je izvedena po projektu Alda Rossija, koji se za detalje služio fotografijama uvodnih scena iz filma Senso Luchina Viscontija iz 1954., koje su snimljene u teatru. La Fenice je ponovno otvoren 14. prosinca 2003. svečanim koncertom na kojem su izvedena djela Beethovena, Wagnera i Stravinskog.
Obnovljeni La Fenice je u venecijanskoj javnosti primljen različito, jedni su bili oduševljeni a drugi su to proglasili kičem, i lažnom imitacijom iz prošlosti. U obnovljenom La Feniceu udala se po drugi put američka filmska glumica Salma Hayek za francuskog milijunaša Francoisa-Henri Pinaulta.

## Slavne praizvedbe održane u Gran Teatro La Fenice
- 1813. Tankred - Gioacchino Rossini
- 1814. Zigmund - Gioacchino Rossini
- 1823. Semiramida - Gioacchino Rossini
- 1824. Križar u Egiptu - Giacomo Meyerbeer
- 1830. Montecchi i Capuleti - Vincenzo Bellini
- 1833. Beatrice di Tenda - Vincenzo Bellini
- 1835. Belisario - Gaetano Donizetti
- 1838. Maria di Rohan - Gaetano Donizetti
- 1843. Ernani - Giuseppe Verdi
- 1846. Atila -  Giuseppe Verdi
- 1851. Rigoleto -  Giuseppe Verdi
- 1853. Travijata - Giuseppe Verdi
- 1857. Simone Bokanegra - Giuseppe Verdi
- 1901. Maske - Pietro Mascagni
- 1951. Život razvratnika - Igor Stravinski
- 1954. The Turn of the Screw - Benjamin Britten

## Vanjske poveznice
- Službene stranice teatra La Fenice (tal.)
- Stranice posvećene rekonstrukciji teatra La Fenice  Arhivirana inačica izvorne stranice od 18. ožujka 2008. (Wayback Machine) (tal.)